# Alfred Boucher-Cadart
Pour les articles homonymes, voir Boucher et Cadart.
Alfred Boucher-Cadart est un magistrat et homme politique français de la Troisième République né le 17 mai 1836 à Douai (Nord) et décédé le 24 avril 1910 à Huby-Saint-Leu (Pas-de-Calais).

## Biographie
Alfred Charles Ferdinand Joseph Boucher nait à Douai le 17 mai 1836, fils de Charles Amable Louis Boucher, professeur au collège royal de Douai, originaire d'Hesdin et de Joseph Thérèse Honorine Cadart.
Il fait ses études secondaires à Douai puis part étudier le droit à Paris.
Par acte reçu le 24 octobre 1857 par le juge de paix du canton d'Hesdin, homologué par jugement du tribunal de première instance de Montreuil-sur-mer du 20 novembre 1857, confirmé par un arrêt de la cour impériale de Douai du 12 janvier 1858, transcrit sur les registres de l'état-civil d'Hesdin, Alfred Boucher est reconnu fils adoptif de Ferdinand Joseph Maxi (Maximilien ?) Cadart. Il était en effet orphelin de père. Adopté par son oncle maternel, ce qui est à l'origine de son double nom, sa résidence familiale devient Huby-Saint-Leu
Alfred Boucher-Cadart épouse en premières noces Marie Thérèse Alice Verleÿe, et veuf se remarie avec Félicie Catherine Louise Lehoucq.
Avocat à Douai de 1858 à 1863, il est juge suppléant à Avesnes-sur-Helpe de 1863 à 1865, juge d’instruction à Montreuil de 1865 à 1869, juge à Douai de 1869 à 1872.
Il se rallie au régime républicain et affiche des convictions affirmées, ce qui a pu jouer sur sa carrière dont les dernières nominations lui donnent une envergure nationale. Il est nommé juge d'instruction à Douai de 1872 à 1875 et enfin conseiller à la cour d’appel de Douai de 1875 à 1877. Il dirige ensuite le service de la sûreté générale au ministère de l’Intérieur jusqu’en 1880.
Alfred Boucher-Cadart, servi par de solides connaissances, une belle éloquence et une réelle autorité se bâtit une forte réputation de conférencier.
Il est encore conseiller à la cour de Paris de mars 1880 à 1884, et à partir de 1884, président à la cour de Paris.
En 1890, il est président de chambre à la cour d'appel de Paris.
Néanmoins, il conserve son « chalet de la Barque » à Huby-Saint-Leu et y est conseiller municipal.
Il sort de l'« Annuaire judiciaire » après 1906.
Le 24 avril 1906, Alfred Charles Ferdinand Joseph Boucher-Cadart meurt à Huby-Saint-Leu, âgé de 73 ans. L'acte de décès énumère ses titres : président honoraire de la Cour d'appel de paris, ancien sénateur, ancien président du conseil général du Pas-de-Calais, officier de la Légion d'honneur.

## Carrière politique
Il est élu conseiller général du Canton d'Hesdin le 4 septembre 1877, il s'intéresse à l'économie et à l'instruction primaire, puis sénateur du Pas-de-Calais le 8 janvier 1882, élu comme républicain.  Au Sénat, il siège au centre gauche, déploie une activité certaine : participation aux commissions parlementaires, aux débats sur les projets ou propositions de loi portant sur des matières juridiques (projets de loi visant à réformer le Code de procédure criminelle, à réprimer les outrages aux bonnes mœurs), mais aussi proposition de loi sur l'organisation de l'État (classes de préfectures et de sous-préfectures, statut des fonctionnaires). Il s'intéresse au projet de loi ayant pour objet d'abroger les dispositions relatives aux livrets d'ouvrier (obligation pour les ouvriers de porter sur eux un livret et de le présenter à toute demande des autorités). Il vote pour l'expulsion des princes et pour la suspension de l'inamovibilité de la magistrature
Il démissionne le 9 février 1884 pour devenir président de la cour d’appel de Paris, en raison de l'interdiction du cumul du mandat de parlementaire avec une telle fonction, par nécessité d'application de la séparation des pouvoirs.
Vice-président du Conseil général du Pas-de-Calais, il en est président  de 1887 à 1903,. Il s'y est beaucoup occupé, comme au Sénat, des questions militaires et d'enseignement.
En 1902, il est candidat aux législatives dans l'arrondissement de Montreuil-sur-Mer, mais battu par Paul Truy. Ce dernier est invalidé en 1903. Le siège est dévolu finalement à Victor Morel, maire de Campagne-lès-Hesdin.

## Doctrine
Alfred Boucher-Cadart défend en de maintes occasions tout un corps de doctrine dûment constitué
Dans ses différentes fonctions, Alfred Boucher-Cadart a été un ardent propagandiste de la République, après avoir milité pour son instauration.
Les lois Jules Ferry relatives à l'école primaire lui ont donné l'occasion d'affirmer et réaffirmer sa foi en l'instruction. Il n'a jamais manqué, lors de diverses cérémonies telles qu'inaugurations d'écoles, distribution de prix, de développer les thèmes qu'il affectionne : « la morale en action, les palais scolaires, la discipline de l'éducation, l'éducation des adultes ». Le 27 août 1888, au théâtre d'Arras, lors de la distribution des récompenses aux institutrices, directrices d'école maternelles du département du Pas-de-calais, aux instituteurs, il leur tient un véritable discours de combat : « Combattre l'ignorance, faire disparaître les préjugés, mettre chacun à même de faire son devoir de patriote, telle est notre mission à tous, et plus spécialement la vôtre, Mesdames et Messieurs, qui avez en main la jeunesse, l'espérance du pays, plus de 6 millions d'enfants, dont vous devez rendre des comptes à la République ».
Par ailleurs élu du monde rural, il s'adresse aux agriculteurs pour leur vanter l'esprit de progrès, pour tenter de favoriser entre aux l'émulation et la solidarité, pour mettre l'accent sur l'intérêt du développement des moyens de communication tels que le canal du Nord, les chemins de fer comme la ligne de Saint-Pol-sur-Ternoise à Étaples, datant de 1878 pour le tronçon Arras-Étaples.
Parmi ses thèmes favoris, revient encore l'idée de la nécessité de préparer la revanche de la guerre de 1870 gagnée par l'Allemagne. Dans cette logique, il favorise autant que possible différentes organisations susceptibles d'entretenir la flamme de l'esprit revanchard, en n'hésitant pas par exemple à les présider : société de tir d'Hesdin en 1874, Fédération régionale de tir, Société d'éducation militaire hesdinoise en 1887 ouverte aux jeunes gens à partir de l'âge de 13 ans, qui s'est équipée d'une douzaine de carabines....

## Distinctions
- Chevalier de la Légion d'honneur du 30 juillet 1878, Ministère de l'Intérieur, décoration remise le 24 août 1878 par Anatole de la Forge, directeur de la Presse au Ministère de l'Intérieur, officier de la Légion d'honneur[10].
- Officier de la Légion d'honneur du 17 juillet 1890, Ministère de la Justice[6], décoration remise le 12 octobre 1890 à Paris par Mr. Daguillon, chef de bataillon en retraite, officier de la Légion d'honneur[11].

## Œuvres
Conférencier réputé, plusieurs de ses discours ont été publiés sous le titre Hier et Aujourd'hui.

## Portrait
Le portrait d'Alfred Boucher-Cadart figure sur le site du Sénat, et peint par Eugène Chigot, dans 100 figures du Pas-de-Calais.

## Sources
- « Alfred Boucher-Cadart », dans Adolphe Robert et Gaston Cougny, Dictionnaire des parlementaires français, Edgar Bourloton, 1889-1891 [détail de l’édition].
- « Alfred Boucher-Cadart », dans le Dictionnaire des parlementaires français (1889-1940), sous la direction de Jean Jolly, PUF, 1960 [détail de l’édition].
- « Boucher-Cadart Alfred », sur Site du Sénat, Anciens sénateurs, lire en ligne.
- « Boucher-Cadart », sur Site du Ministère de la culture, base Léonore, notice LH/306/4, lire en ligne.
- M. Prevost, « Boucher-Cadart (Alfred-Charles-Ferdinand-Joseph) », dans Dictionnaire de biographie française, Paris, 1951, Tome VI, Letouzey et Ané.
- « Alfred Boucher-Cadart 1836-1910 », dans 100 figures du Pas-de-Calais, 1790-2000, Les Échos du Pas-de-Calais, Lillers, octobre 2001.